# لقاح داء البروسيلات
لقاح داء البروسيلات هو لقاح يستخدم للأبقار والخراف والماعز للحماية ضد داء البروسيلات.
حاليا، لا يتوفر أي لقاح للبشر.